# Most Danjang-Kunšan
Most Danjang-Kunšan (trad. kit. 丹陽-崑山特大橋, poen. kit. 丹陽-昆山特大橋,: Dānyáng-Kūnshān tèdà qiáo) je 164,8 kilometra dolg železniški most, na visokohitrosti železniški liniji med Pekingom in Šanghajem. Začne se v bližini Danjanga in konča v okolici Kunšana, oziroma obratno. Most velja za najdaljši most na svetu. 
Med gradnjo, ki je stala okrog 8,5 milijard ameriških dolarjev, je bilo zaposlenih okrog 10 000 delavcev. Končali so ga leta 2010, odprli pa leta 2011.